# Franciszek Lessel

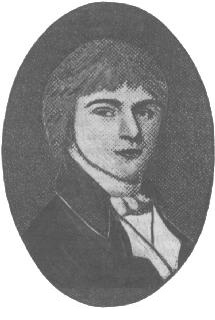
Franciszek Lessel

Franciszek Lessel (deutsch auch Franz Lessel, * um 1780 in Puławy; † 26. Dezember 1838 in Piotrków Trybunalski) war ein polnischer Komponist.
Der Sohn des Komponisten Wincenty Ferdynand Lessel begann 1797 ein Medizinstudium in Wien, wandte sich jedoch  bald der Musik zu und wurde Schüler von Joseph Haydn. 1810 kehrte er nach Polen zurück, wo er bis 1830 als Gutsverwalter arbeitete. Nachdem er die Stelle infolge des polnischen Aufstandes verloren hatte, erhielt er schließlich das Amt eines Schulinspektors in Piotrków.
Sein umfangreiches Werk umfasst unter anderem eine Oper, sechs Sinfonien, ein Klavierkonzert, eine Orchesterouvertüre, ein Adagio und Rondo für Klavier und Orchester und weitere Orchesterwerke, kammermusikalische Werke, darunter eine Phantasie Caractéristique für Streichquartett und ein Quartett für Flöte und Streicher, zehn Historische Gesänge, Lieder und kirchenmusikalische Werke.

## Werke von Franciszek Lessel (Auswahl)
- Zehn Historische Gesänge (1816).
- Drei Flötenduette op. 1.
- Quartett für Flöte und drei Streicher op. 3 (1806).
- Trio op. 5.
- Adagio und Rondo für Klavier und Orchester op. 9
- Ouvertüre für großes Orchester op. 10.
- Fuge für Klavier zu vier Händen op. 11.
- Klavierkonzert C-dur op. 14.
- Phantasie Caractéristique für Klavierquartett op. 31 (1822)